# أنطونيو كروز
أنطونيو كروز (بالإنجليزية: Antonio Cruz) (و. 1971 – م) هو راكب دراجة هوائية، من الولايات المتحدة الأمريكية، ولد في لونغ بيتش، كاليفورنيا، شارك في طواف إسبانيا، وألعاب الأولمبياد الصيفية سنة 2000.

## روابط خارجية
- أنطونيو كروز على موقع الاتحاد الدولي للدراجات (الإنجليزية)
- أنطونيو كروز على موقع أرشيف الدراجات (الإنجليزية)
- أنطونيو كروز على موقع إحصائيات الدراجات الإحترافية (الإنجليزية)
- أنطونيو كروز على موقع نسبة الدراجات (الإنجليزية)
- أنطونيو كروز على موقع أوليمبيديا (الإنجليزية)